# Тонакатекутли
Тонакатеку́тли (исп. Tonacatecuhtli — «владыка нашего существования») — верховный бог в мифологии индейцев Центральной Америки.

## Мифология
После создания мира привнёс в него порядок, разделив море и землю. Вместе с женой Тонакасиуатль они считались творцами мира, первой божественной и человеческой парой и владыками Омейокана — самого верхнего, 13-го, неба. Согласно одному из текстов «Флорентийского кодекса», в его дом (Чичиуакуауко) уходят дети, умершие, не достигнув разумного возраста, «так же как нефрит, бирюза и другие драгоценности».
В космогоническом мифе, изложенном в «Истории мексиканцев по их рисункам» (Historia de los Mexicanos por sus pinturas), они с Тонакасиуатль порождают четырёх сыновей, которые творят мир и олицетворяют собой стороны света: Красного Тескатлипоку (Шипе-Тотека), Чёрного Тескатлипоку, Кецалькоатля и Уицилопочтли. Сам Тонакатекутли таким образом представляет собой неподвижную покоящуюся точку в центре мироздания. По другому мифу, богиня Тонакасиуатль однажды родила кремниевый нож. Этот нож внушал её детям такое отвращение, что они сбросили его на землю. Нож упал с небес в местности под названием Чикомосток (Семь Пещер), и оттуда вышли 1600 богов.
Тонакатекутли превратил богиню Чантико в собаку за нарушение запрета есть паприку во время поста.
Тонакатекутли и его жена не имели специального культа. Их также ассоциировали с божественной четой Ометекутли и Омесиуатль или с Ситлалатонаком и Ситлаликуэ.